# 88906 Moutier
88906 Moutier è un asteroide della fascia principale. Scoperto nel 2001, presenta un'orbita caratterizzata da un semiasse maggiore pari a 2,4650262 UA e da un'eccentricità di 0,1815232, inclinata di 8,69149° rispetto all'eclittica.
L'asteroide è dedicato all'omonima località svizzera.